# Mariska
| Wikipedia | Wikipedia har en upplaga på Mariska. |

Mariska eller mari, förr kallat tjeremissiska, är ett språk som tillhör den finsk-ugriska språkfamiljen. Det är officiellt språk (tillsammans med ryska) i delrepubliken Marij El i Ryssland. Det talas av omkring en halv miljon människor i Marij El, Tatarstan, Udmurtien samt Perm oblast. Det använder sig av det kyrilliska alfabetet. Språket delas in i västmariska (eller bergsmariska / bergsmari) och östmariska (eller ängsmariska / ängsmari).
Mariska har studerats sedan 1700-talet, och språket uppvisar stort inflytande från turkiska språk. Tillsammans med de mordvinska språken (tidigare ansedda som dialekter) Erzya och Moksja och de nu utdöda merierna och muromerna bildar mariska språk den volgafinska grenen av finsk-ugriska språk.